# مهدی حجوانی
مهدی حِجوانی (۱ فروردین ۱۳۳۹ در تهران) نویسنده و پژوهشگر معاصر ایرانی است. شهرت او به خاطر کتاب‌هایی است که برای کودکان و نوجوانان نوشته و فعالیت‌هایی است که در زمینه نقد ادبیات کودک و نوجوان انجام داده‌ است.

## زندگی
مهدی حجوانی (با اسم کوچک مهران در شناسنامه)، اول فروردین ۱۳۳۹ در تهران به دنیا آمد. او دکترای پژوهش هنر، عضو هیئت علمی دانشگاه، نویسنده، مترجم و سرویراستار نشر است. اصلی‌ترین کارش تا امروز ادبیات و به ویژه ادبیات کودک بوده و بیش از هر کاری، در تأسیس نهادهای فرهنگی و مدنی فعال بوده‌است.

## فعالیت‌ها
حجوانی در راه‌اندازی تشکل غیردولتی و کم عمر «دفتر ادب و هنر کودک و نوجوان» همکاری کرد که یکی از فعالیت‌هایش انتشار گاهنامه تخصصی «قلمرو ادبیات کودکان» بود که سردبیری چهار شماره آخرش با حجوانی بود. در سال ۱۳۶۹ در شکل‌گیری مؤسسه نشر افق به عنوان سرویراستار نقش ایفا کرد که تا امروز ادامه دارد.
او در سال ۱۳۷۴ در این مؤسسه، فصلنامه‌ای تخصصی و مستقل با عنوان «پژوهشنامه ادبیات کودک و نوجوان» تأسیس کرد که انتشار آن به جز وقفه ۴ ساله، تا امروز استمرار یافته‌است. پژوهشنامه، از شماره ۵۲ با همکاری شهر کتاب، نهادی با عنوان «لاکپشت پرنده» تأسیس کرد که در کار بررسی مداوم و معرفی آثار برتر حوزه کودک است.
حجوانی از سال ۱۳۷۶ در تأسیس ماهنامه‌ای در زمینهٔ اطلاع‌رسانی و نقد کتاب با عنوان «کتاب ماه کودک و نوجوان» در مؤسسه خانه کتاب مشارکت کرد و به مدت ۸ سال از شماره ۱ تا ۹۶ سردبیر آن بود.
او همچنین در سال ۱۳۷۷ در تأسیس «انجمن نویسندگان کودک و نوجوان» مشارکت کرد. حجوانی، هم عضو هیئت مؤسس انجمن و هم از سال ۱۳۷۷ تا ۱۳۹۱ عضو هیئت مدیره بود.
حجوانی در سال ۱۳۸۲ در شکل‌گیری نهاد مدنی دیگری با عنوان «انجمن تصویرگران کتاب کودک»، به عنوان یکی از دو عضو هیئت مؤسس نقش ایفا کرد.
دانشگاه شیراز، نخستین مجله علمی پژوهشی در حوزه ادبیات کودک را با عنوان «مطالعات ادبیات کودک» تأسیس کرد که نخستین شماره آن در بهار ۱۳۸۹ منتشر شد و تا امروز ۶ شماره از آن منتشر شده‌است. حجوانی از نخستین شماره، عضو هیئت تحریریه این مجله بوده‌است.
حجوانی در مرکز مطالعات ادبیات کودک در ۴ همایش علمی مقاله ارائه کرده یا به عنوان عضو شورای علمی حضور داشته‌است.
او ۲ بار و در سال‌های ۲۰۰۵ و ۲۰۰۸ از کتابخانهٔ بین‌المللی نسل جوان مونیخ بورس مطالعاتی گرفت و مجموعه ۷ مقالهٔ او به زبان انگلیسی در منابع کتابخانه ثبت شد.
از دیگر فعالیت‌های وی:
- استاد مدعو دانشگاه علامه طباطبایی، دانشکده روان‌شناسی و علوم تربیتی (چهار ترم از نیمسال اول ۹۲ – ۱۳۹۳ تا نیمسال دوم ۱۳۹۷ – ۹۸)
- استادیار و عضو هیئت علمی دانشکدهٔ هنر دانشگاه آزاد اسلامی واحد اسلامشهر، از سال ۱۳۸۷ تا کنون
- عضو هیئت تحریریه و از داوران مجلهٔ علمی- پژوهشی مطالعات ادبیات کودک، دانشگاه شیراز، (مرکز مطالعات ادبیات کودک) با همکاری انجمن ترویج زبان و ادب فارسی، از بهار ۱۳۸۹ تا کنون
- صاحب امتیاز، مدیر مسئول و سردبیر فصلنامهٔ تحلیلی و آموزشی پژوهشنامهٔ ادبیات کودک و نوجوان - ناشر: افق از سال ۱۳۷۴ تا پایان شهریور سال ۱۳۸۵ :۵۱ شماره و صاحب امتیاز، مدیر مسئول و عضو شورای سردبیری در دورهٔ جدید از شمارهٔ ۱ (پی‌درپی ۵۲) زمستان ۱۳۹۰ تا شمارهٔ ۱۸ (پی‌درپی ۶۹)
- سرویراستار انتشارات افق ازسال ۱۳۶۹ تا ۱۳۹۳، ادیتور بخش بزرگسال از سال ۱۳۹۳ تا ۱۳۹۶ و مشاور از سال ۱۳۹۶ تا کنون
- مشاور ادبی واحد کودکان انتشارات قدیانی (بنفشه) از سال ۱۳۶۹ تا کنون
- عضو هیئت مدیره انجمن نویسندگان کودک و نوجوان[پیوند مرده]
- عضویت در هیئت نظارت و سانسور پیش از چاپ کتب کودک و نوجوان در فاصله سال‌های ۱۳۸۲ تا  ۱۳۸۴ [۹] [۱۰] [۱۱] و از اعضای پیشنهادی در دوره وزارت علی جنتی (١٣٩٥-١٣٩٢).[۱۲]

## آثار
آثار مکتوب:

### الف. کتاب‌های تألیفی نظری
- سیری در سرویراستاری (۱۳۹۲) تهران، کانون پرورش فکری کودکان و نوجوانان * زیبایی‌شناسی ادبیات کودک (۱۳۸۹) تهران، پژوهشگاه علوم انسانی و مطالعات فرهنگی
- پیک قصه‌نویسی (۱۳۸۲)، تهران، سوره مهر
- مسایل ادبیات کودک (مجموعهٔ مقالات)، انتشارات فاطمی (در دست انتشار) در دو جلد

ب. کتاب‌های ترجمه‌ای نظری
- ادبیات کودک، (۱۳۹۴) نوشتهٔ کیمبرلی رنلدز، تهران، نشر افق
- درآمدی بر رویکردهای زیبایی‌شناختی در ادبیات کودک، (در دست انتشار) نوشتهٔ ماریا نیکولایوا، ترجمهٔ مشترک با فاطمه زمانی، تهران، کانون پرورش فکری کودکان و نوجوانان

پ. کتاب‌های تألیفی داستانی
- جیلی‌بیلی و پیشی (۱۳۹۸)، (قصهٔ مشترک با راشین خیریه)، تصویرگر: راشین خیریه، تهران، انتشارات شهر قلم
- احمد آقا (۱۳۹۵)، (کتاب تصویری بر اساس طرح و تصویرگری عاطفه ملکی‌جو) تهران، نشر افق
- الف دال میم (۱۳۷۵) رمان- تهران- انتشارات افق
- با گل کویر (۱۳۶۹) نمایشنامه، تهران، حوزهٔ هنری، ۱۳۶۹
- گزیدهٔ ادبیات معاصر، (۱۳۷۸) مجموعهٔ ۵ قصه کوتاه برای نوجوانان، تهران، نیستان، (چاپ اول: حوزهٔ هنری، ۱۳۶۶)
- شاه فقید و شاه جدید، تصویرگر: فیروزه گل‌محمدی، تهران، نشر نظر، (در دست انتشار)
- چهل و نه حکایت از مامان خانوم، تهران، افق (در دست انتشار)

ت. کتاب‌های خاطرات
- مونیخ به افق تهران، سفرنامهٔ آلمان (۱۳۹۸)، تهران، نشر افق
- کتابی از مجموعهٔ تاریخ شفاهی ادبیات کودک ایران، به کوشش مهدی کاموس، تهران، (در دست انتشار)
- کهکشان بی‌نشان (خاطرات کربلای ۴ و کربلای ۵)، تهران، انتشارات طلایی (در دست انتشار)

ث. بازآفرینی و بازنویسی:
- بازنویسی ۳ کتاب کودک (با عنوان مشترک: ۱۰۱ حکایت اخلاقی) و با نام‌های کودک و دزدان- عابد و دینارها و شبی در کنار چوپان - تهران- انتشارات قدیانی- کتاب‌های بنفشه- ۱۳۷۹

ـ آن قصرها- انتشارات بنیاد بعثت- ۱۳۶۹
- یک آسمان خبر- تهران- انتشارات افق- زمستان ۱۳۶۸
- حکایت آن حمال و این رمال حکایت آن حمال و این رمال، داستان تصویری، تهران، انتشارات فاطمی (واحد کودک)، (در دست انتشار)

د. کتاب‌های ترجمه‌ای داستانی یا فلسفه برای کودکان
- از این سر تا آن سر رودخانه (۱۳۹۸)، شوئه تائو، تصویرگر: آناستازیا آرخیپووا، تهران، دانش‌نگار
- خارپشت خوشبخت، (۱۳۹۰) مارکوس فیستر، تصویرگر: جی. آلیسون جیمز، تهران، امیرکبیر
- پسر جنگل،  (۱۳۸۹) رودیارد کیپلینگ، تهران، نشر افق
- سفر باورنکردنی ادوارد، (۱۳۸۷) کیت دی‌کامیلو، تهران، انتشارات قدیانی
- جادو در جنگل (و هشت افسانهٔ دیگر از چهار گوشهٔ دنیا) (۱۳۸۵) نوشتهٔ نااُمی آدلر- تهران – انتشارات ایران بان
- ۹ جلد مجموعه کتاب‌های «قصه‌های خرسی»، (۱۳۸۴) نوشتهٔ لی دیویس - انتشارات قدیانی
- آتشی بالای کوه (۱۳۸۰) جین کورتز – تهران- کانون پرورش فکری کودکان و نوجوانان
- سفر دوسره، کتاب تصویری، تهران، انتشارات قدیانی
- اگر فرصت خوبی پیدا کنی چکار می‌کنی؟ کُبی یامادا، تهران، انتشارت قدیانی، (در دست انتشار)
- اگر فکر تازه‌ای به سرت بزند چکار می‌کنی؟ کُبی یامادا، تهران، انتشارت قدیانی، (در دست انتشار)
- اگر مشکلی برایت پیش بیاید چکار می‌کنی؟ کُبی یامادا، تهران، انتشارت قدیانی، (در دست انتشار)
- مجموعه کتاب‌های آقاکوچول‌ها و خانم‌کوچول‌ها، (۸۳ جلد) راجر هارگریوز، تهران، انتشارت قدیانی، (در دست انتشار)

ذ. مقاله‌ها، سرمقاله‌ها، مصاحبه‌ها و یادداشت‌های مطبوعاتی
- ۱۸۰ مورد

#### ر. آثار ترجمه شده به زبان‌های خارجی
- کتاب الف دال میم، (رمان) ـ ناشر ایرانی: افق، ترجمه به ترکی و انتشار از سوی انتشارات دماوند در ترکیه، استانبول، ۲۰۱۸
- کتاب آن قصرها، داستانی از زندگی امام هادی (ع)- ناشر ایرانی: بعثت، ترجمه به انگلیسی از سوی انتشارات بعثت و ترجمه و انتشار به زبان اسپانیایی از سوی انتشارات الهام شرق
- کتاب یک آسمان خبر، بازآفرینی حکایتی تاریخی – ناشر ایرانی: افق، ترجمه و انتشار به اسپانیایی از سوی انتشارات الهام شرق و ترجمه به روسی از سوی بنیاد مطالعات اسلامی مسکو

## _ The Little Prince; A Sky in which there is No Star for the Children
(A Critical Review of Antoine de Saint – Exupery’s “Le Petit Prince”
Translated into English by H.S.Zahediذ
Published in “IRAN NEWS” Vol .VI, No.1431 Sunday, October 31,1999 Vol VI, No.1442, Sunday.November 14,1999&Vol.VI, No.1448, Sunday, November21, 1999,Tehran, Iran
_ finally Children Will Make God Come Back
Translated into English by H.S.Zahedi. Published in IRAN NEWS, Vol VII, No. 1849,Sunday, May 20,2001& Vol. VIII, No.1852, Sunday, May 27,2001,Tehran, Iran
_ Message in Literature for Children and Young People
Translated into English by H.S.Zahedi Published in “IRAN NEWS” Vol.VII, No.1858, Sunday, Jun3, 2001,Tehran, Iran
_ A Breeze is Blowing (preface)
More than 100 Persian children’s Books (catalogue)
Translated into English by Liza Namvar
House of Translation for Children & Young Adults, Tehran, Iran, 2002

### ز. مقاله‌های علمی پژوهشی، فرهنگنامه‌ای و درسی
- بازنگری در اهمیت و مفهوم تعامل متن و تصویر در کتاب کودک – مجلهٔ علمی پژوهشی (دو فصلنامه) «مطالعات ادبیات کودک» - دانشگاه شیراز (مرکز مطالعات ادبیات کودک)، با همکاری انجمن ترویج زبان و ادب (در دست انتشار)
- فراز و فرودهای شعر کودک و شعر نوجوان ایران در سه دهه پس از انقلاب – مجلهٔ علمی پژوهشی «ادب فارسی» - دانشگاه تهران – دانشکدهٔ ادبیات و علوم انسانی – سال ۵ – شمارهٔ ۱ – بهار و تابستان ۱۳۹۴ – صص ۸۱–۱۰۰
- بررسی تحلیلی سیر نقد ادبیات کودک و نوجوان در ایران با نگاهی آسیب شناسانه به قالب‌های نقد – مجلهٔ علمی پژوهشی (دو فصلنامه) «مطالعات ادبیات کودک» - دانشگاه شیراز (مرکز مطالعات ادبیات کودک)، با همکاری انجمن ترویج زبان و ادب فارسی - شمارهٔ ۱ – بهار و تابستان ۱۳۸۹ – صص ۷۵ – ۹۹
- خشونت و مدارا در ادبیات کودک (با نگاهی به دو نمایشنامه کودکانه) همراه با دکتر سید حبیب‌الله لزگی استاد راهنما) مجلهٔ علمی- پژوهشی «پژوهشنامهٔ علوم انسانی» - دانشگاه شهید بهشتی- دانشکدهٔ ادبیات و علوم انسانی- شمارهٔ ۴۵–۴۶- بهار و تابستان ۱۳۸۴- صص ۷۴–۵۱
- تجلی فرش و قالی در ادبیات کودک ایران (بررسی موردی: سفر به شهر سلیمان)- همراه با دکتر سید حبیب‌الله لزگی- استاد راهنما) مجلهٔ علمی پژوهشی «گلجام» - انجمن علمی فرش ایران- شمارهٔ ۲- بهار ۱۳۸۵- صص ۲۵–۳۵
- نقاشی کودکان کار ۷ تا ۱۴ ساله محله زمزم تهران از دیدگاه مفاهیم و رنگ، همراه با ماندانا حیدری عظیم، مجلهٔ علمی تخصصی «پژوهش در هنر و علوم انسانی»، شمارهٔ ۷، دی ۱۳۹۶
- ادبیات کودک و نوجوان- مدخل «دانشنامهٔ زبان و ادب فارسی» - فرهنگستان زبان و ادب فارسی- به سرپرستی اسماعیل سعادت – ج ۱ – ص ۳۱۱ – ۳۲۰ – تهران – ۱۳۸۴
- ادبیات کودک و نوجوان – کتاب درسی دورهٔ کارشناسی زبان و ادبیات فارسی و دوره‌های کاردانی آموزش ابتدایی و امور تربیتی (همراه با جمعی دیگر از نویسندگان و طراحان)، تهران، وزارت آموزش و پرورش (سازمان پژوهش و برنامه‌ریزی درسی)، چاپ اول، ۱۳۸۳

## فعالیت‌های دانشگاهی

### الف -تحصیلات دانشگاهی
- مدرک دکترا در رشتهٔ پژوهش هنر- دانشکدهٔ هنر- دانشگاه تربیت مدرس- تهران – ۱۳۸۵ – رساله با عنوان: زیبایی شناسی ادبیات کودک - با رتبهٔ الف
- مدرک کارشناسی ارشد در رشتهٔ پژوهش هنر - دانشکدهٔ هنرهای زیبا - دانشگاه تهران – ۱۳۷۷- رساله با عنوان: شخصیت پردازی در ادبیات داستانی - با رتبهٔ الف
- مدرک کارشناسی در رشتهٔ ادبیات نمایشی - دانشگاه هنر- تهران (مهمان در دانشکدهٔ هنرهای زیبا – دانشگاه تهران) ۱۳۶۸ – با رتبهٔ الف

### ب - پژوهش‌ها و راهنمایی رساله
- مجری طرح تهیهٔ پروفایل بین‌المللی برای ۹ نویسندهٔ حوزهٔ کودک و نوجوان
- ستاد راهنمای ۱۵ رساله در مقطع کارشناسی ارشد پژوهش هنر در دانشگاه آزاد اسلامی واحد اسلامشهر ۱۳۹۵ و ۱۳۹۶ (دفاع شده یا در دست انجام)
- استاد راهنمای رسالهٔ دکترا با عنوان «مقایسهٔ مبنایی و ساختاری تذکره‌نگاری تصوف با رئالیسم جادویی با تأکید بر آثار مارکز» نگارش محمد رودگر، دانشگاه ادیان و مذاهب، دانشکدهٔ مذاهب اسلامی، قم، نیمسال اول سال تحصیلی ۱۳۹۴–۹۵
- استاد راهنمای ۸ پایان‌نامه در موضوع گرافیک و آثار مرتبط با کودکان - نیمسال اول سال تحصیلی ۱۳۹۲ – ۹۳ و ۱۳۹۱ – ۹۲، دانشگاه آزاد، واحد اسلامشهر
- مجری طرح پژوهشی «امکان‌سنجی و بررسی تأثیرات تأسیس نهاد کوچک ارزیابی‌کنندهٔ صنایع فرهنگی کودکانه»، معاونت امور فرهنگی وزارت فرهنگ و ارشاد اسلامی، ۱۳۹۳
- ناظر طرح پژوهشی دانشنامهٔ موضوعی ادبیات کودک، دانشگاه شیراز، مرکز مطالعات ادبیات کودک (در دست انتشار)
- داور مدعو برای رسالهٔ دکترا با عنوان The Effects of Social and Political Dislocation on Persianate Children’s Literature: Change and Continuity نگارش نفیسه عبدالصادق، دانشگاه آفریقای جنوبی (UNISA)، فوریه ۲۰۱۱
- استاد مشاور رسالهٔ دکترای ادبیات فرانسه، نگارش سویل زینالی در دانشگاه لومیر، لیون، (Universite Lumiere Lyon)
- استاد مدعو رسالهٔ دکترا با عنوان صورت و معنا در تصویرگری کتاب کودک در ایران نگارش پرویز اقبالی، دانشکدهٔ هنر دانشگاه شاهد، ۱۳۹۰
- داور ۸ پایان‌نامه کارشناسی ارشد در سومین همایش ادبیات کودک و نوجوان دانشگاه شیراز، ۱۳۹۰
- استاد مشاور پایان‌نامهٔ کارشناسی ارشد با عنوان خوانش هرمنوتیک تعدادی از عکس‌های ایرانی – قدیمی (قاجار و اوایل پهلوی) با رویکرد یائوسی، نگارش علیرضا سهرابی، دانشگاه هنر اصفهان، دانشکدهٔ هنر ادیان و تمدن‌ها، گروه پژوهش هنر، شهریور ۱۳۹۰
- انجام پژوهشی با عنوان: فراز و فرودهای شعر کودک و شعر نوجوان – مصوب در دانشگاه آزاد اسلامی - واحد اسلامشهر – ۱۳۹۰
- انجام پژوهشی با عنوان: بررسی تطبیقی دو تعزیه‌نامه از مجلس تولد امام حسین (ع) – مصوب در دانشگاه آزاد اسلامی – واحد اسلامشهر - ۱۳۸۹
- استاد ناظر دفاعیهٔ پایان‌نامهٔ کارشناسی ارشد با عنوان بررسی شیوهٔ روایت در ادبیات نمایشی کودک و نوجوان ایران پس از انقلاب با نگاهی به آثار داوود کیانیان، نگارش نازنین والاجم، دانشکدهٔ هنر و معماری، دانشگاه تربیت مدرس، ۱۳۸۹
- استاد مشاور پایان‌نامهٔ کارشناسی ارشد با عنوان بررسی ابعاد ترجمهٔ طنز در ادبیات کودک و نوجوان با بررسی موردی دو ترجمه از کتاب نیکلا کوچولو اثر رنه گوسینی، نگارش سویل زینالی، رشتهٔ ادبیات فرانسه، دانشکدهٔ زبان‌ها و ادبیات خارجی، دانشگاه تهران، ۱۳۸۸

## تدریس
- واحد علوم و تحقیقات دانشگاه آزاد اسلامی تهران، دانشکده هنر و معماری، نیمسال اول سال تحصیلی ۱۳۹۴–۹۵
- تدریس نقد ادبیات کودک در مرکز آموزش کانون پرورش فکری کودکان و نوجوانان ۱۳۸۴ و ۱۳۹۰
- دو دوره تدریس برای جانبازان قصه‌نویس در تهران و یک دوره برای جانبازان قصه‌نویس استان خوزستان
- آموزش و پرورش، یک سال
- دو دوره تدریس نقد ادبیات کودک برای مربیان کتابدار در سما (مدارس دانشگاه آزاد)
- تدریس نقد ادبیات کودک در مرکز مطالعات رسانه‌ها (وزارت ارشاد)
- مدرس پاره‌وقت نهاد پیک قصه‌نویسی (حوزهٔ هنری)، از سال ۱۳۶۶ تا ۱۳۷۰
- تدریس قصه‌نویسی در شهرهای کرمانشاه، کرمان، مشهد، نجف‌آباد، اهواز، رشت، نوشهر و اصفهان (حوزهٔ هنری)

## جوایز
- لوح معرفی ویژه برای ترجمه کتاب سفر باور نکردنی ادوارد، از سوی شورای کتاب کودک، ۱۳۸۹[۱۳]
- دریافت ماه زرین به عنوان منتقد برگزیده ادبیات کودک و نوجوان در دو دهه پس از انقلاب از طرف جشنواره برگزیدگان ادبیات کودک، انجمن نویسندگان کودک و نوجوان، ۱۳۷۹
- دریافت نشان خدمتگزاری در مراسم نکوداشت از سوی مرکز فرهنگی هنری نوجوانان شهر تهران، سال ۱۳۸۶
- پژوهشگر برتر سال ۱۳۸۶ از دانشکده هنر دانشگاه تربیت مدرس برای رساله دکترای رشته پژوهش هنر با عنوان زیبایی‌شناسی ادبیات کودک و ۲ بار پژوهشگر برتر دانشگاه آزاد اسلامی واحد اسلامشهر
- کتاب الف، دال، میم، تقدیر شده در سال ۱۳۷۵ از طرف جشنواره انتخاب کتاب سال مجله سروش نوجوان
- کتاب الف، دال، میم، برگزیده به عنوان سومین رمان تکنیکی سال ۱۳۸۶، از سوی نخستین جشنواره ادبی فردا، تهران، فرهنگسرای دانشجو
- لوح زرین و دیپلم افتخار به خاطر مقاله «سرانجام بچه‌ها خدا را بازمی‌گردانند»، برگزیده پنجمین جشنواره مطبوعات کودک و نوجوان، کانون پرورش فکری، ۱۳۹۰
- کتاب یک آسمان خبر، تقدیر شده در نخستین جشنواره قصه‌های قرآنی
- انتخاب فصلنامه پژوهشنامه ادبیات کودک و نوجوان به عنوان برترین نشریه سال در حوزه کودک و نوجوان، معاونت مطبوعاتی وزارت فرهنگ و ارشاد اسلامی، آبان ۱۳۸۱

## کنفرانس
الف. خارج از ایران:
- شرکت در سمپوزیوم ادبیات کودک و نوجوان ترکیه، استانبول، ارایهٔ مقاله با عنوان تجدید نظر در تعریف و کاربرد ادبیات کودک (و مصاحبه با روزنامهٔ اورنسل ترکیه) ۲۳ و ۲۴ اکتبر ۲۰۱۵
- شرکت در دومین کنفرانس نویسندگی (Writing)، اتریش (سالزبورگ)، مؤسسهٔ Inter-Disciplinary. Net و ارایه مقاله با عنوان مرزهای نویسندگی ارتباطی و نویسندگی خلاق در ادبیات کودک، ۱۰ – ۱۲ نوامبر ۲۰۱۲
- پذیرش مقاله در چهارمین کنفرانس علوم و تکنولوژی، مالزی، دانشگاه UITM، با عنوان زوال کودکی، زوال طبیعت، (The Decline of Childhood, The Decline of Natur)، ۷ و ۸ نوامبر ۲۰۱۲
- شرکت در سومین کنفرانس بین‌المللی علوم و تکنولوژی، مالزی، دانشگاه UITM، ارایهٔ مقاله با عنوان ادبیات کودکانه‌نما و نوآوری، ۱۶ و ۱۷ دسامبر ۲۰۱۰

ب. در ایران:
- سخنرانی در هفتمین همایش ملی دانشگاهی ادبیات کودک دانشگاه شیراز با عنوان نقد و بررسی واژه‌سازی مرکز مطالعات ادبیات کودک، ۱۱ اردیبهشت ۱۳۹۸
- نقد و بررسی کتاب لولی خنده‌فروش نوشتهٔ علی اکبر کرمانی‌نژاد، کرمان، مجتمع مس سرچشمه، ۲۸ مرداد ۱۳۹۷
- سخنرانی با عنوان تحلیل ساختار داستانی قصهٔ حضرت یوسف (ع) در قرآن کریم، نخستین هم‌اندیشی هنر و ادبیات آیینی، دانشگاه آزاد اسلامی، واحد اسلامشهر، ۲۴ بهمن ۱۳۹۶
- سخنرانی با عنوان ادبیات و الگوسازی، کتابخانهٔ آستان قدس رضوی، مشهد، ۱۸ دی ۱۳۹۶
- سخنرانی با عنوان تعامل متن و تصویر، انجمن نویسندگان کودک و نوجوان، تهران، ۲ آذر ۱۳۹۶
- عضویت در کمیتهٔ علمی و سخنرانی با عنوان رمان نوجوان، در ششمین همایش دانشگاهی ادبیات کودک و نوجوان و معنویت، (دانشگاه بین‌المللی امام رضا (ع) و مرکز مطالعات ادبیات کودک دانشگاه شیراز)، مشهد ۱۸ و ۱۹ اردیبهشت ۱۳۹۶
- سخنرانی در ششمین همایش ملی ادبیات کودک و نوجوان با موضوع اهمیت ادبیات در خلق کتاب تصویری و بیان یک تجربهٔ کارگاهی، دانشگاه شیراز (مرکز مطالعات ادبیات کودک) اردیبهشت ۱۳۹۵
- شرکت در نشست شهر کتاب با عنوان ادبیات کودک و نوجوان ایران در جهان انگلیسی زبان، تهران، ۱۰ اسفند ۱۳۹۴
- سخنرانی در انجمن فرهنگی زنان ناشر، با عنوان زیبایی‌شناسی ادبیات کودک، تهران، ۲۱ دی ۱۳۹۴
- سخنرانی در کارگاه جانبی جشنوارهٔ ادبی جلال آل احمد با عنوان سیر حرفه‌ای شدن نویسنده، تهران، ۲۸ آبان ۱۳۹۴
- شرکت در میزگرد تأملی بر ادبیات داستانی سدهٔ پیش از انقلاب، پژوهشگاه فرهنگ و اندیشهٔ اسلامی، تهران، ۲۸ شهریور ۱۳۹۴
- سخنرانی در چهل و دومین نشست ترویج کتابخوانی با عنوان زیبایی‌شناسی ادبیات کودک، تهران، کانون پرورش فکری کودکان و نوجوانان، ۲۶ مرداد ۱۳۹۴
- شرکت در نشست تخصصی پنجمین همایش ملی ادبیات کودک و نوجوان با موضوع رمان نوجوان (بررسی رمان هستی نوشتهٔ فرهاد حسن‌زاده) و عضو شورای علمی همایش - دانشگاه شیراز (مرکز مطالعات ادبیات کودک) – اردیبهشت ۱۳۹۴
- سخنرانی در شرکت فنی ایران با موضوع ویرایش متون کودکانه، ۴ تیر ۱۳۹۳
- سخنرانی در نخستین همایش دوسالانهٔ ادبیات کودک و مطالعات کودکی، تهران، شورای کتاب کودک، ۳۰ مهر ۱۳۹۳
- سخنرانی در دانشکدهٔ ادبیات دانشگاه تهران با موضوع «گسست نسلی و ادبیات کودک»، ۱۹ آبان ۱۳۹۳
- سخنرانی در انجمن نویسندگان کودک و نوجوان با موضوع «سانسور در ادبیات کودک»، ۱۷ بهمن ۱۳۹۲
- سخنرانی در اولین فرهنگسرای ارسباران با موضوع نقد و بررسی کتاب هنر نوگرای ایران، تهران، ۸ خرداد ۱۳۹۱
- ارایهٔ مقاله و سخنرانی با موضوع فراز و فرودهای شعر کودک و شعر نوجوان ایران در سه دهه پس از انقلاب، سومین همایش ادبیات کودک، دانشگاه شیراز، مرکز مطالعات ادبیات کودک، اردیبهشت ۱۳۹۰
- مشاور شورای علمی در دومین همایش ادبیات کودک (ادبیات داستانی کودک و نوجوان) دانشگاه شیراز، مرکز مطالعات ادبیات کودک، ۲۲ اردیبهشت ۱۳۸۸
- شرکت در نشست مخاطب‌شناسی، دومین همایش ادبیات کودک (ادبیات داستانی کودک و نوجوان) دانشگاه شیراز، مرکز مطالعات ادبیات کودک، ۲۲ اردیبهشت ۱۳۸۸ (منتشر شده در کتاب مجموعه مقالات همایش ادبیات کودک، شیراز، مرکز مطالعات ادبیات کودک دانشگاه شیراز، به کوشش دکتر سعید حسام‌پور، چ اول، ۱۳۹۱ صص ۲۴۱–۲۵۶)
- ارایهٔ مقاله و سخنرانی با موضوع مدیریت کلان نقد ادبیات کودک، اولین همایش ادبیات کودک، دانشگاه شیراز، مرکز مطالعات ادبیات کودک، اردیبهشت ۱۳۸۷
- ارایهٔ مقاله و سخنرانی در اولین سمپوزیوم جایگاه تربیت در آموزش و پرورش ابتدایی با عنوان نگاهی به قصه‌های تخیلی کتاب‌های فارسی دورهٔ ابتدایی، تهران، وزارت آموزش و پرورش، خرداد ۱۳۷۰

## بورس مطالعاتی
دو بار دریافت بورس از کتابخانهٔ بین‌المللی نسل جوان مونیخ (آلمان) در زمینهٔ پایان نامهٔ دکتری در موضوع «زیبایی‌شناسی ادبیات کودک» شهریور، مهر و آبان ۱۳۸۴ و تیر و مرداد ۱۳۸۷ (سپتامبر و اکتبر ۲۰۰۵ و ژوئن و ژوئیه ۲۰۰۸) فهرست شدن مجموعهٔ شش مقاله به زبان انگلیسی در کتابخانهٔ مونیخ با این مشخصات:
Higwani, Mahdi, Six articles from Pazhuhis nama (Pazhuhesh – nameh) and one from
Qalamrau, 2005 (www.ijb.de)

## مقاله‌های علمی پژوهشی، فرهنگنامه‌ای و درسی
- بازنگری در اهمیت و مفهوم تعامل متن و تصویر در کتاب کودک – مجلهٔ علمی پژوهشی (دو فصلنامه) «مطالعات ادبیات کودک» - دانشگاه شیراز (مرکز مطالعات ادبیات کودک)، با همکاری انجمن ترویج زبان و ادب (در دست انتشار)
- فراز و فرودهای شعر کودک و شعر نوجوان ایران در سه دهه پس از انقلاب – مجلهٔ علمی پژوهشی «ادب فارسی» - دانشگاه تهران – دانشکدهٔ ادبیات و علوم انسانی – سال ۵ – شمارهٔ ۱ – بهار و تابستان ۱۳۹۴ – صص ۸۱–۱۰۰
- بررسی تحلیلی سیر نقد ادبیات کودک و نوجوان در ایران با نگاهی آسیب شناسانه به قالب‌های نقد – مجلهٔ علمی پژوهشی (دو فصلنامه) «مطالعات ادبیات کودک» - دانشگاه شیراز (مرکز مطالعات ادبیات کودک)، با همکاری انجمن ترویج زبان و ادب فارسی - شمارهٔ ۱ – بهار و تابستان ۱۳۸۹ – صص ۷۵ – ۹۹
- خشونت و مدارا در ادبیات کودک (با نگاهی به دو نمایشنامه کودکانه) همراه با دکتر سید حبیب‌الله لزگی استاد راهنما) مجلهٔ علمی- پژوهشی «پژوهشنامهٔ علوم انسانی» - دانشگاه شهید بهشتی- دانشکدهٔ ادبیات و علوم انسانی- شمارهٔ ۴۵–۴۶- بهار و تابستان ۱۳۸۴- صص ۷۴–۵۱
- تجلی فرش و قالی در ادبیات کودک ایران (بررسی موردی: سفر به شهر سلیمان)- همراه با دکتر سید حبیب‌الله لزگی- استاد راهنما) مجلهٔ علمی پژوهشی «گلجام» - انجمن علمی فرش ایران- شمارهٔ ۲- بهار ۱۳۸۵- صص ۲۵–۳۵
- نقاشی کودکان کار ۷ تا ۱۴ ساله محله زمزم تهران از دیدگاه مفاهیم و رنگ، همراه با ماندانا حیدری عظیم، مجلهٔ علمی تخصصی «پژوهش در هنر و علوم انسانی»، شمارهٔ ۷، دی ۱۳۹۶
- ادبیات کودک و نوجوان- مدخل «دانشنامهٔ زبان و ادب فارسی» - فرهنگستان زبان و ادب فارسی- به سرپرستی اسماعیل سعادت – ج ۱ – ص ۳۱۱ – ۳۲۰ – تهران – ۱۳۸۴
- ادبیات کودک و نوجوان – کتاب درسی دورهٔ کارشناسی زبان و ادبیات فارسی و دوره‌های کاردانی آموزش ابتدایی و امور تربیتی (همراه با جمعی دیگر از نویسندگان و طراحان)، تهران، وزارت آموزش و پرورش (سازمان پژوهش و برنامه‌ریزی درسی)، چاپ اول، ۱۳۸۳

## نقل قول در منابع دیگر (Citation)
- International Companion Encyclopedia of Children’s Literature, Edited by Peter Hunt, second Edition, London & New York, Routledge, 2004, Second Edition, p. 1101 & 1102, refer to the Article: A Review on Iran’s Children’s Literature During the first 20 years after the revolution 1979-1999, by Mehdi Hejvani (and) “The birth of two valuable journals under the editorship of Mehdi Hejvani”
- The Oxford Encyclopedia of Children’s Literature, Edited by Jack Zipes, Oxford university press, p. 296, Morteza Khosronejad: “ A new Generation of critics including Mehdi Hejvani …”
- · The Effects of Social and Political Dislocation on Persian Children’s Literature: Change and Continuity, by Nafisa Abd El- Sadek, Doctoral Thesis, University of South Africa, 2011

## مسئولیت‌ها (داوری، سردبیری، سرویراستاری و ویرایش)
- صاحب امتیاز و مدیر مسئول ماهنامهٔ لاک‌پشت پرنده، از دی ماه ۱۳۹۴ تا شمارهٔ ۵
- عضو شورای پژوهشی دانشگاه آزاد اسلامی واحد اسلامشهر، از سال ۱۳۸۸ تا ۱۳۹۴
- داوری برای ۵ مجلهٔ دانشگاهی (علمی ـ پژوهشی):

- مجلهٔ ادب فارسی، دانشگاه تهران، دانشکدهٔ ادبیات
- مجلهٔ پژوهشنامه نقد ادبی و بلاغت - دانشگاه تهران، دانشکدهٔ ادبیات
- مجلهٔ زبان و ادبیات فارسی - دانشگاه خوارزمی (تربیت معلم)
- مجلهٔ گلجام، انجمن علمی فرش ایران
- مجلهٔ تربیت مدرس، دانشگاه تربیت مدرس
- عضو هیئت علمی هشتمین دورهٔ جایزهٔ ادبی جلال آل احمد، ۱۳۹۴
- داور دو دوره انتخاب کتاب سال وزارت ارشاد و داور ۳ دوره انتخاب کتاب سال کانون پرورش فکری کودکان و نوجوانان
- ویراستار ادبی بسیاری از کتاب‌های منتشر شده که بعضاً نام ویراستار در کتاب قید شده‌است.
- داور چهارمین جشنوارهٔ داخلی مجلات رشد، (در موضوع روزنامه‌نگاری) اردیبهشت ۱۳۸۶
- سردبیر ماهنامهٔ نقد و اطلاع‌رسانی کتاب ماه کودک و نوجوان - متعلق به مؤسسهٔ خانهٔ کتاب- از شمارهٔ ۱ تا ۹۶ (۸ سال) از سال ۱۳۷۷ تا ۱۳۸۴
- ویراستار علمی مجموعه جزوه‌های ادبیات کودک و نوجوان (کتابک‌های آموزش از راه دور) کانون پرورش فکری کودکان و نوجوانان- زیر نظر مدیریت آموزش- زمستان ۱۳۷۸
- معاون فرهنگی روزنامهٔ نوجوانانهٔ آفتابگردان ۱۳۷۳ تا ۱۳۷۴؛ تهران، مؤسسهٔ همشهری
- سردبیر جنگ فصل سبز آسمانی (کتاب قرآنی برای نوجوانان و کودکان) - کار مشترک روزنامهٔ آفتابگردان و دفتر مجامع و فعالیت‌های فرهنگی وزارت ارشاد) – ۱۳۷۳
- مسئول انتشارات شکوفه (واحد کودک و نوجوان انتشارات امیرکبیر) از سال ۱۳۶۵ تا ۱۳۶۹
- سردبیر دو ویژه‌نامهٔ رویش غنچه – ویژه‌نامهٔ اولین سمینار ادبیات کودکان و نوجوانان - وزارت ارشاد - ۱۳۶۸
- همکاری با واحد ادبیات حوزهٔ هنری- ۱۳۶۴و ۱۳۶۵
- همکاری با وزارت ارشاد در بخش کودک و نوجوان از سال ۱۳۶۱تا ۱۳۶۴

## جوایز و نکوداشت‌ها
- بزرگداشت از سوی مؤسسه خانه کتاب و سرای اهل قلم، ۲۵ دی ۱۳۹۷
- تقدیر از کتاب احمد آقا در نهمین جشنوارهٔ کتاب برتر کودک و نوجوان، انجمن فرهنگی ناشران کتاب کودک و نوجوان، تهران، ۲۸ دی ۱۳۹۶
- دریافت تندیس و لوح به مناسبت انتخاب فصلنامهٔ پژوهشنامهٔ ادبیات کودک و نوجوان به عنوان نشریهٔ شایستهٔ تقدیر در چهاردهمین جشنوارهٔ نقد کتاب، مؤسسه خانه کتاب، تهران، ۲۷ آذر ۱۳۹۶
- دریافت نشان آبان از انجمن تصویرگران ایران، ۱۵ آبان ۱۳۹۶
- مراسم نکوداشت از سوی انجمن نویسندگان کودک و نوجوان، ۲۹ فروردین ۱۳۹۵، با مشارکت وزارت فرهنگ و ارشاد اسلامی، کتابخانهٔ ملی، کانون پرورش فکری کودکان و نوجوانان، بنیاد سینمایی فارابی، خانهٔ هنرمندان ایران، انجمن فرهنگی ناشران کتاب کودک، مؤسسهٔ خانه کتاب، انتشارات افق، قدیانی و پیدایش، مؤسسهٔ علامه سخن
- انتخاب دو کتاب الف دال میم و احمد آقا برای کاتالوگ انگلیسی‌زبان 65 Childrren Authors from IRAN از سوی انجمن نویسندگان کودک و نوجوان، مؤسسهٔ نمایشگاه‌های فرهنگی ایران و نمایشگاه بین‌المللی کتاب تهران
- دریافت لوح تقدیر به عنوان پژوهشگر برتر سال ۱۳۹۰ در دانشگاه آزاد اسلامی، واحد اسلامشهر
- دریافت لوح معرفی ویژه برای ترجمهٔ کتاب سفر باور نکردنی ادوارد، از سوی شورای کتاب کودک، اسفند ۱۳۸۹
- دریافت لوح به عنوان پژوهشگر برتر سال ۱۳۸۶ از دانشکدهٔ هنر دانشگاه تربیت مدرس برای رسالهٔ دکترای رشتهٔ پژوهش هنر با عنوان زیبایی‌شناسی ادبیات کودک
- دریافت نشان خدمتگزاری در مراسم نکوداشت از سوی مرکز فرهنگی هنری نوجوانان شهر تهران، سال ۱۳۸۶
- دریافت تندیس و لوح برای نگارش کتاب الف، دال، میم، برگزیده به عنوان سومین رمان تکنیکی سال ۱۳۸۶، از سوی نخستین جشنوارهٔ ادبی فردا، تهران، فرهنگسرای دانشجو، شهرداری تهران
- دریافت لوح برای نگارش سه جلد کتاب ۱۰۱ حکایت اخلاقی، برگزیده در نخستین «جشنوارهٔ کتاب برتر» از سوی انجمن فرهنگی ناشران، ۱۳۸۴
- دریافت لوح به مناسبت انتخاب فصلنامهٔ پژوهشنامهٔ ادبیات کودک و نوجوان به عنوان برترین نشریهٔ سال در حوزهٔ کودک و نوجوان، معاونت مطبوعاتی وزارت فرهنگ و ارشاد اسلامی، آبان ۱۳۸۱
- دریافت لوح زرین و دیپلم افتخار برای نگارش مقالهٔ «سرانجام بچه‌ها خدا را بازمی‌گردانند»، منتشر شده در پژوهشنامهٔ ادبیات کودک و نوجوان شمارهٔ ۱۸ پاییز ۷۸، مقالهٔ برگزیدهٔ پنجمین جشنوارهٔ مطبوعات کودک و نوجوان کانون پرورش فکری در سال ۱۳۸۰
- برگزیده از سوی «جشنوارهٔ بزرگ برگزیدگان ادبیات کودک» انجمن نویسندگان کودک و نوجوان، به عنوان منتقد برگزیدهٔ ادبیات کودک و نوجوان در دو دهه پس از انقلاب، ۱۳۸۷
- دریافت لوح تقدیر برای نگارش کتاب الف، دال، میم، در جشنوارهٔ انتخاب کتاب سال، مجلهٔ سروش نوجوان، ۱۳۷۵
- دریافت لوح تقدیر برای نگارش کتاب یک آسمان خبر در نخستین جشنوارهٔ قصه‌های قرآنی سازمان اوقاف
- دریافت دیپلم افتخار به عنوان مدیر انتشارات شکوفه (واحد کودک انتشارات امیرکبیر) از کانون پرورش فکری کودکان و نوجوانان در اولین جشنوارهٔ کتاب کودک و نوجوان، ۱۳۷۰

## تحصیل علوم دینی
قبل و پس از انقلاب - در تهران و قم - در حد مقدمات و مطالعهٔ آثار دینی

## فعالیت‌های مدنی
- از بنیان‌گذاران نهاد لاک‌پشت پرنده، نهاد ارزیابی و معرفی کتاب‌های مناسب کودکان و نوجوانان از سال ۱۳۹۰ تا کنون، با مشارکت فصلنامهٔ پژوهشنامه ادبیات کودک و نوجوان و مؤسسهٔ شهر کتاب
- هفت دوره عضو هیئت مدیره انجمن نویسندگان کودک و نوجوان (سال ۷۷ تا۸۹) دو دوره دبیر انجمن، سه دوره رئیس هیئت مدیره و یک دوره نایب‌رئیس
- عضو هیئت مؤسس انجمن تصویرگران کتاب کودک (تأسیس سال ۱۳۸۲)
- عضو هیئت مؤسس انجمن نویسندگان کودک و نوجوان (تأسیس ۱۳۷۷)

## علایق پژوهشی
- کمک به توسعهٔ نهاد لاک‌پشت پرنده در جهت ترویج کتابخوانی
- کمک به توسعه هنر و ادبیات کودک در رشتهٔ روان‌شناسی و علوم تربیتی
- مطالعات تطبیقی در موضوع مناسبات میان زیبایی‌شناسی ادبیات کودک، زیبایی‌شناسی ادبیات بزرگسال و زیبایی‌شناسی در مفهوم عام
- نقد ادبیات داستانی و ادبیات کودک
- پیشینهٔ ادبیات داستانی و ادبیات داستانی کودک
- مخاطب‌شناسی ادبیات و ادبیات کودک
- نویسندگی خلاق

1. ↑  http://ww.wofoqco.com/Showpage.asp?id=about%5Bپیوند+مرده%5D
2. ↑  «نسخه آرشیو شده». بایگانی‌شده از اصلی در ۸ اوت ۲۰۱۴. دریافت‌شده در ۲۶ سپتامبر ۲۰۱۹.
3. ↑  «نسخه آرشیو شده». بایگانی‌شده از اصلی در ۹ ژوئیه ۲۰۱۸. دریافت‌شده در ۲۹ اکتبر ۲۰۱۹.
4. ↑  http://nevisak.ir/Fa/index.php?option=com_content&task=view&id=232&Itemid=123%5Bپیوند+مرده%5D
5. ↑  http://www.casi.ir
6. ↑  «نسخه آرشیو شده». بایگانی‌شده از اصلی در ۸ نوامبر ۲۰۱۲. دریافت‌شده در ۱۸ مه ۲۰۱۳.
7. ↑  http://www. http://www.shirazu.ac.ir/index.php?page_id=3598 بایگانی‌شده  در ۲۶ آوریل ۲۰۱۲ توسط Wayback Machine
8. ↑  https://ijboz2.bib-bvb.de/webOPACClient.ijbsis/search.do;jsessionid=E9EA569E7986D0DF9F829C782EBF7BDA?methodToCall=submit&CSId=39N5Saa5ef38d132f866f78449f4cd9cea3b9d9f42b8c&methodToCallParameter=submitSearch&searchCategories%5B0%5D=331&searchString%5B0%5D=Six+articles+from+Pazuhis+nama+&combinationOperator%5B1%5D=AND&searchCategories%5B1%5D=331&searchString%5B1%5D=&combinationOperator%5B2%5D=AND&searchCategories%5B2%5D=902&searchString%5B2%5D=&combinationOperator%5B3%5D=AND&searchCategories%5B3%5D=425&searchString%5B3%5D=&combinationOperator%5B4%5D=AND&searchCategories%5B4%5D=412&searchString%5B4%5D=&callingPage=searchParameters&selectedViewBranchlib=1&selectedSearchBranchlib=%5Bپیوند+مرده%5D
9. ↑  اسلامی، وزارت فرهنگ و ارشاد. ««انتخاب اعضای هیئت نظارت بر کتاب کودک و نوجوان، مصوب جلسه ۳۸۵ مورخ ۸۲/۱۰/۳۰ شورای فرهنگ عمومی»». وزارت فرهنگ و ارشاد اسلامی. دریافت‌شده در ۲۰۲۴-۰۶-۱۷.
10. ↑  اسلامی، وزارت فرهنگ و ارشاد. ««انتخاب اعضای هیئت نظارت بر کتاب کودک و نوجوان، مصوب جلسه ۳۹۲ مورخ ۸۳/۳/۱۹ شورای فرهنگ عمومی». وزارت فرهنگ و ارشاد اسلامی. دریافت‌شده در ۲۰۲۴-۰۶-۱۷.
11. ↑  «انتخاب اعضای هیئت نظارت بر کتاب کودک و نوجوان، مصوب جلسه ۳۸۵ مورخ ۸۲/۱۰/۳۰ شورای فرهنگ عمومی». بایگانی‌شده از اصلی در ۲۸ مارس ۲۰۲۳. دریافت‌شده در ۲۸ خرداد ۱۴۰۳.
12. ↑  «اعضای هیأت نظارت بر کتاب کودک چه کسانی خواهند بود؟». ایسنا. ۲۰۱۴-۰۱-۲۲. دریافت‌شده در ۲۰۲۳-۰۵-۰۹.
13. ↑  http://www.cbc.ir/Search.aspx?Text=مهدی%20حجوانی%5Bپیوند+مرده%5D